# كونستنت جانسين
كونستنت جانسين هو طبيب بلجيكي، ولد في 18 سبتمبر 1895، وتوفي في 15 أبريل 1970.